# Ústecká hvězdárna

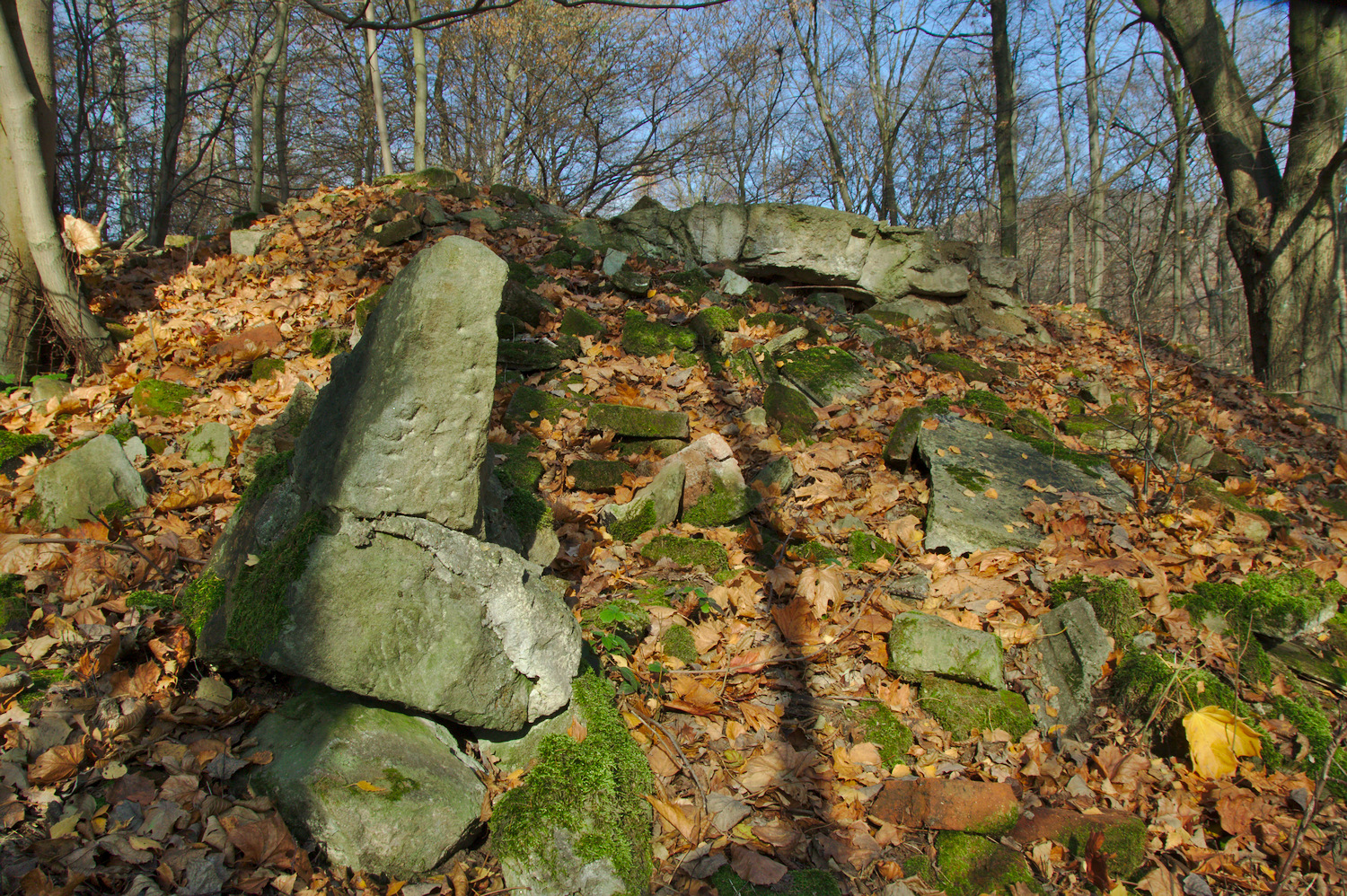
Trosky liboňovské hvězdárny v lese nad obcí (2015)

Ústecká hvězdárna (North Bohemia Observatory)[zdroj⁠?!] je zaniklé astronomické zařízení ve vesnici Liboňov, která je částí obce Telnice v okrese Ústí nad Labem, na východě Ústeckého kraje. Hvězdárna byla dokončena v roce 1929 a do roku 1945 sloužila svému původnímu účelu. Od 70. let chátrala. Od roku 2022 ji obnovuje ústecký podnikatel a investor Vít Musílek.
V roce 1924 získala pražská Německá univerzita darem od velkostatkáře Ledeburga pozemek v Krušných horách nedaleko Telnice, aby na místě postavila hvězdárnu.[zdroj?] Toto místo se později stalo jedním z technologicky nejvyspělejších míst v oboru astronomie a meteorologie. Samotná hvězdárna měla i nepřímé spojení s Albertem Einsteinem.

## Založení
V únoru roku 1929 byl založen spolek s názvem „Sdružení přátel hvězdárny Německé univerzity v Praze“ (německy Vereinigung von Freunden der Sternwarte der Deutsche Universität in Prag). Cílem spolku bylo umožnit prostřednictvím soukromých prostředků univerzitě vědeckou činnost na univerzitní hvězdárně a její observatoři v Liboňově.
Na jaře 1929 zakoupil spolek v Liboňově pozemek[zdroj?] o ploše 2800 m² ve výši 480 m n. m. na jižním svahu Krušných hor, a téhož roku tu byla postavena hvězdárna (9 m dlouhá a 5 m široká), která byla opatřena všemi tehdy moderními přístroji k pozorování oblohy i počasí. Šlo o stavbu z pískovce podle návrhu projektanta Františka Eise z Ústí nad Labem, stavitelem byl Richard Wagner z Varvažova (syn Karla Wagnera, který postavil v roce 1913 rozhlednu na Nakléřovské výšině). Výhodou observatoře bylo na rozdíl od Prahy čisté ovzduší bez kouře a prachu a absence světelného znečištění městským osvětlením.

## Budova a vybavení
Podélná osa byla orientovaná ve východo-západním směru. Vchod do budovy byl z východu a ústil do malé předsíně o velikosti 1,1 × 2,75 m. Za předsíní byl pokoj s oknem na jih. Obojí bylo kryté plochou střechou. Pak následovala vlastní pozorovatelna o velikosti 5 × 4 m, krytá půlkruhovou střechou o průměru 5 m. Dvě třetiny střechy ležely na rolnách a kolejnicích. Střecha mohla být prostřednictvím mechanického pohonu vysunuta tak, že se vytvořila až 2 m široká mezera. Uprostřed místnosti byla na 1,55 m vysokém zakotveném betonovém sloupu 200 kg těžká mramorová deska, na které spočíval měřicí přístroj, zjišťující průchod souhvězdí poledníkem. Průměr čočky objektivu byl 6,8 cm a umožňoval 74násobné zvětšení. Tento měřící přístroj předtím doprovázel od června 1882 do srpna 1883 rakouskou polární expedici v Grónském moři na ostrov Jan Mayen.
V roce 1931 byla hvězdárna vybavena přístroji přenesenými ze zrušené historické observatoře z Klementina. Zařízení zahrnovalo dalekohled s objektivem o průměru 160 mm, dva termometry, dešťoměr, hygrometr a sněhoměr. Hvězdárna byla také opatřena dalekohledem s objektivem čočky 16 cm zvětšujícím 300krát. Dalekohled byl využíván především k měření jasnosti hvězd. Výrobcem tohoto dalekohledu i dalších měřicích přístrojů byla firma Steinheil z Mnichova. Přibližně 15 m jižně od hlavní budovy na 1,8 m vysoké konstrukci bylo zařízení pro měření meteorologických údajů – teploty, vlhkosti a teplotního maxima a minima. V areálu bylo také umístěno zařízení pro měření doby slunečního svitu a dešťových, případně sněhových srážek.
V létě 1930 byl 40 m severně vybudován sklípek s vchodem z východu pro měření magnetické deklinace.

## Historie
V létě 1930 přikoupila při západním okraji areálu společnost dalších 1145 m² pozemku.
Za druhé světové války hvězdárnu využívala pro svou vědecko-výzkumnou práci Německá horní škola v Duchcově k měření magnetického pole Země pro účely důlně-měřických prací v dolech podkrušnohorských revírů. Škola zakoupila a instalovala chronometr pro přesná stanovení astronomického azimutu dolů a v dubnu 1942 zahájila první deklinační měření. V prosinci následujícího roku byl ve sklepě hvězdárny instalován deklinační variometr vlastní konstrukce a započala zkušební pozorování variability magnetické deklinace se třemi odečty denně.
První osazenstvo tvořili pozorovatelé Dr. Josef Mrázek a Dr. Rudolf Tschilschke. Asistent Mrázek se po vybudování observatoře přestěhoval do Telnice (bydlel s manželkou v Telnici čp. 59). Pozoroval hlavně proměnné hvězdy a zpracovával pozorování kulminací z let 1910–1917. Mimo to prováděl magnetická a meteorologická měření. V letech 1924–1945 hvězdárnu spravoval. Hvězdárna tou dobou[kdy?] nutně potřebovala rekonstrukci: střecha byla prohnilá a hrozila zřícením, chyběla přípojka na elektrickou rozvodnou síť a svítilo se pomocí akumulátorů nabíjených ve vzdálené vesnici. Werner Schaub (12. září 1940 se díky listině, která byla podepsána Hitlerem, stal profesorem astronomie) nechal budovu zrestaurovat a zřídit pro hvězdárnu samostatný transformátor vysokého napětí. Dále byl zakoupen fotometr (původně vypůjčený z Askanie), měřičský stůl, moderní 1-metrový meridiánový dalekohled a nové hodiny od firmy Strasser & Rohde. Z dalších finančních prostředků byla koupena knihovna z pozůstalosti profesora Julia Bauschingera (1860–1934), německého astronoma.
Po Tschiltskeho náhlé smrti 10. října 1933 zůstalo jeho místo několik dalších let neobsazeno. Erwin Finlay-Freundlich, spolupracovník a přítel Alberta Einsteina a krátce i profesor astronomie na Karlově univerzitě v Praze, po příchodu do Prahy z Istanbulu (v roce 1937) zastavil magnetická a meteorologická pozorování na hvězdárně, ale meteorologická pozorování na žádost Československého státního meteorologického ústavu obnovil. Za války sloužila hvězdárna i jako meteorologická stanice a doplněk pozorovací stanice na protiležící Milešovce. Před druhou světovou válkou byl ředitelem observatoře na Milešovce prof. dr. Leo Wenzel Pollak (1888–1964), přednosta Geofyzikálního ústavu Německé univerzity v Praze. Po obsazení pohraničí v roce 1938 převzal observatoř na Milešovce Říšský úřad pro meteorologickou službu, od července 1944 jako součást vojenské letecké služby. V létě 1945 držel službu a hlásil výsledky denního měření meteorologickému ústavu v Praze Dr. Mrázek, který na Telnické observatoři zůstal až do své smrti v roce 1946.

### Hvězdárna po válce
Německá univerzita zanikla spolu s nacistickou říší v květnu 1945. Jako „ústav nepřátelský českému národu“ byla podle zákona 122/1945 Sb. 76 právně zrušena dekretem prezidenta Edvarda Beneše z 18. října 1945 se zpětnou platností k 17. listopadu 1939. Vědecké ústavy, jejich zařízení a veškerý majetek připadly Univerzitě Karlově. Profesor Guth a docent František Link odvezli na podzim téhož roku veškeré vybavení německého Astronomického ústavu (přístroje z hvězdárny v Telnici a z větší části zachovanou knihovnu z Lucemburské ulice) do Ondřejova (traduje se, že už v květnu 1945 projel přes hranice koňský povoz naložený slámou, pod níž se skrývalo nejcennější zařízení liboňovské hvězdárny). Hvězdárna v Liboňově koncem roku 1945 zanikla, observatoř převzal podnik Státní lesy. Ten v roce 1951 pronajal chátrající budovu jako rekreační objekt. O rok později žádal o přidělení hvězdárny školský referát v Ústí nad Labem, v červnu 1953 byl objekt přidělen znovu k rekreačním účelům Jiřímu Auředníkovi a Miloslavu Skálovi. 31. května 1954 byla hvězdárna přidělena národnímu podniku Meva pro účely civilní obrany. Již v září 1956 byla hvězdárna pronajata Jarmile Kubíčkové ze Střekova. Přibližně v letech 1960–1969 na hvězdárně pobývala rodina Františka Adama a rodina Eduarda Taškeho, byla používána jako chata a udržována.

### Zánik hvězdárny
Později se stavby ujala Trampská osada Raraši, která se o hvězdárnu nestarala, a po roce 1970 už další nájemce nechal hvězdárnu zchátrat. V roce 1977 ještě uvažovali ústečtí amatérští hvězdáři o její opravě, ale nezískali ji do nájmu. Na místě budovy, která v sobě zahrnovala observatoř, hvězdárnu a meteorologickou stanici, zůstal jen obrys základů uprostřed lesa.

## Obnova
V lednu roku 2022 se svou ženou Viky Yang pozemek hvězdárny zakoupil Vít Musílek, který má v plánu hvězdárnu zrekonstruovat do jejího původního stavu v roce 1929 a nabídnout ji veřejnosti k pozorování hvězd, výletům i vzdělávání a univerzitám k vědeckým účelům. Strávil šest měsíců hledáním archivních materiálů a podařilo se najít nejen původní plány hvězdárny, ale i dobový hvězdářský teleskop, který se stále nachází na hvězdárně v Ondřejově.
Na konci roku 2024 se po 79 letech neaktivity hvězdárny realizoval první projekt ve spolupráci s českou hodinářskou společností ELTON Hodinářská, výrobcem hodinek PRIM, realizoval projekt primdovesmiru.cz, v jehož rámci byly vyrobeny hodinky, které byly následně vydraženy v pražské Galerii Artslimit. Součástí aukce byl experimentální let do stratosféry, jehož cílem bylo otestovat odolnost mechanických hodinek v náročném prostředí s teplotami dosahujícími až -70 °C. Podařilo se dosáhnout rychlosti 286 km/h a hodinky byly vystaveny radioaktivnímu prostředí, čímž se stali prvními českými hodinkami ve stratosféře.